# Radar (dal)
A "Radar" Britney Spears amerikai énekesnő 4. kislemeze, a Circus című albumáról. A dalt már 2007-ben felvették Britney Blackout albumára, de kislemezként nem jelent meg. Britney ragaszkodott hozzá, hogy jelenjen meg a dal kislemezként, ezért bónusz számként rakták fel a Circus-ra.
A dal kislemez formában 2009. június 22-én jelent meg, a hozzátartozó videóklip pedig 2009 július 1-én.

## Videóklip

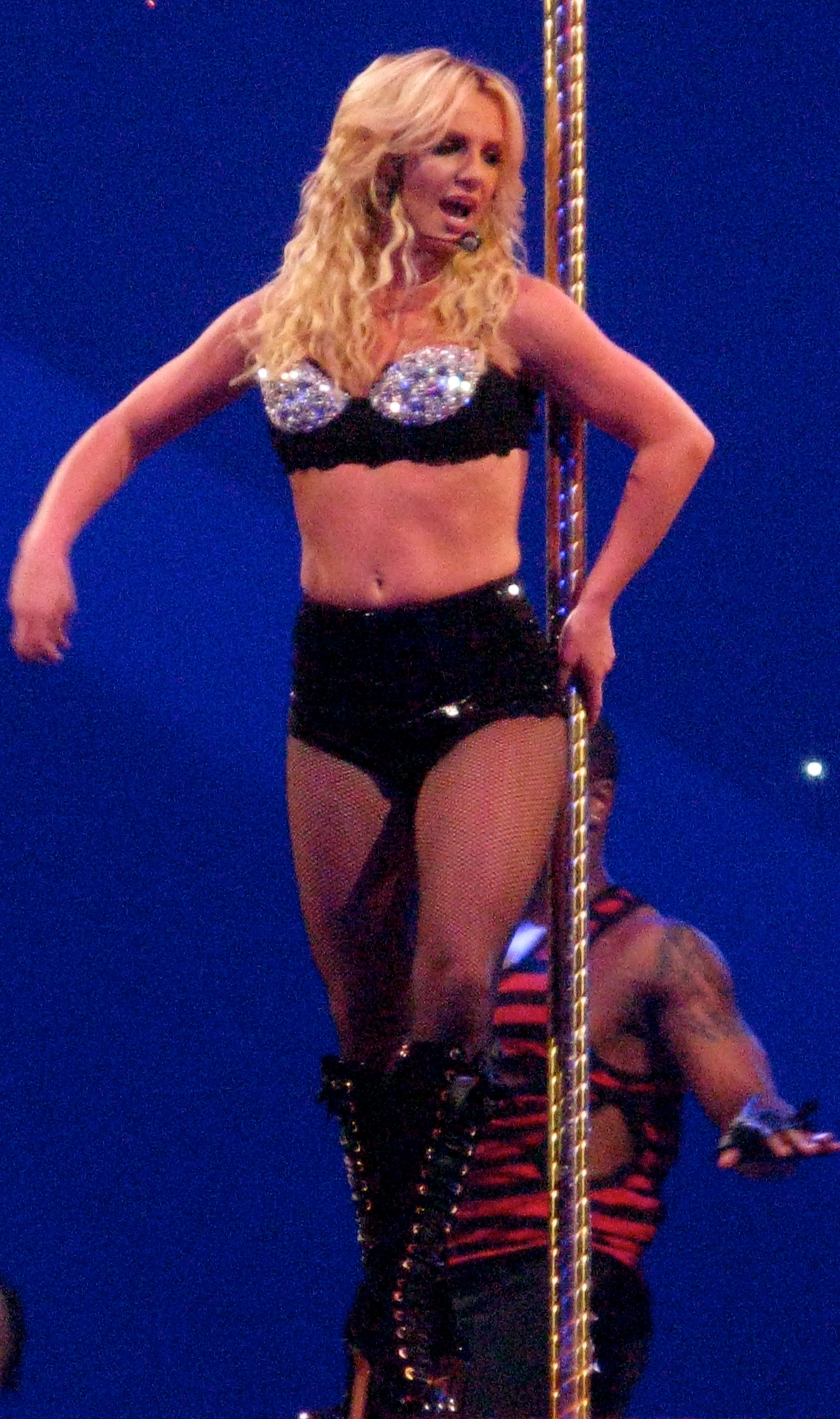
Britney a dal előadása közben Atlantában.

A klipet 2009 május 27-én és 28-án forgatták Santa Barbaraban. A klipet Dave Meyers rendezte, aki már dolgozott Britney-vel olyan klipeken, mint például a Lucky, Boys és az Outrageous. A rendező szerint a klip egyfajta tisztelgés Madonna "Take A Bow" című videóklipje előtt a hasonló elemek miatt. A klipben Britney egy lovas kúriához érkezik, ahol a barátja várta. Később Britney egy erkélyről távcsővel lesi barátját, míg ő lovaspólózik. A videó végén Britney és a barátja a naplementében sétál.
Egyes állítások szerint 2008-ban is forgattak klipet London-ban, mivel eredeti tervek szerint ez lett volna  a negyedik kislemez a Blackout-ról, de végül a klip sosem látott napvilágot.
A "Radar" klipjét 2009 október 25-én töltötték fel Britney VEVO csatornájára.

## Élő Fellépések
A számot Britney minden alkalommal előadta a Circus turnén. A megújult Britney: Piece of Me koncerteken egy átvezetővideóval játszották le a dalt.

## Slágerlistás helyezések
| Slágerlista                        | Legmagasabb helyezés |
| ---------------------------------- | -------------------- |
| Australian Singles Chart           | 46                   |
| Belgium (Ultratip Wallonia)        | 13                   |
| Brazil Hot 100                     | 89                   |
| Canadian Hot 100                   | 65                   |
| French Digital Singles Chart       | 44                   |
| Ír slágerlista                     | 32                   |
| New Zealand Singles Chart          | 32                   |
| Szlovákia (Rádio Top 100)          | 90                   |
| Swedish Singles Chart              | 8                    |
| Brit kislemezlista                 | 46                   |
| US Billboard Hot 100               | 88                   |
| US Billboard Pop Songs             | 30                   |
| Venezuela Pop Rock (Record Report) | 1                    |

## Minősítések
| Ország                  | Minősítés | Eladás  |
| ----------------------- | --------- | ------- |
| Egyesült Államok (RIAA) | Arany     | 569,000 |